# MonStAR (歌曲)
《MonStAR》為平野綾的第6張單曲。
由King Records於2007年12月5日發行。

## 概要
- 3個月連續發行單曲企劃的第3彈。
- 以前負責過平野綾標題曲（註：指專輯中與專輯名稱相同的樂曲，英文為Title Tune）作曲・編曲家再度製作單曲的標題曲，此為首例。
- 主題是「HAPPY!」。
- 3個月連續發行單曲企劃中，唯一一首黑須沒有參加錄音的樂曲。而因為這首歌由黑須負責作曲，所以3個月連續發行單曲企劃的所有曲子可以說是都和黑須有所關聯。
- B面曲《Love Song》（日文：ラブソング）為電影《今日猫事》（本日の猫事情）的主題曲，此為平野首次的電影主題曲，並且也首度以旁白配音參與電影演出。

## 收錄曲
1. MonStAR [4:23]
  - 作詞：meg rock／作曲：黑須克彦／編曲：nishi-ken
  - All Instruments：nishi-ken
2. Love Song [4:11]
  - 作詞：平野綾／作曲・編曲：黑須克彦
  - 吉他：TETSU INABA、鋼琴：河合代介、貝斯：黑須克彦、爵士鼓：渡邊豊
3. MonStAR（OFF VOCAL）
4. Love Song（OFF VOCAL）

## 商業搭配
- 埼玉電視台片尾曲（2007年12月） #1
- BS富士《萌學★5》片尾曲 #1
- GyaO MIDTOWN TV主題曲 #1
- 電影《今日猫事》（本日の猫事情）主題曲 #2

## 外部連結
- Lantis的單曲特設頁（页面存档备份，存于）